# Ernst Wilhelm von Brücke
Ernst Wilhelm von Brücke (ur. 6 czerwca 1819 w Berlinie, zm. 7 stycznia 1892 w Wiedniu) – austriacki fizjolog.

## Życiorys
Był synem malarza historycznego Johanna Gottfrieda Brückego (1796-1873) i Christine Müller ze Stralsundu.
W roku 1838 podjął studia w Berlinie, po czym studiował w Heidelbergu, by znowu wrócić do Berlina, gdzie w roku 1842 uzyskał doktorat u Johannesa Müllera; w trakcie asystentury u swego promotora udało mu się również obronić w 1844 rozprawę habilitacyjną – w ten sposób uzyskał tytuł docenta prywatnego; w roku 1848 został następcą Friedricha Burdacha, profesora fizjologii na Uniwersytecie w Królewcu; w roku 1849 został profesorem Uniwersytetu Wiedeńskiego. To właśnie w Wiedniu jego udziałem stały się najwyższe zaszczyty naukowe, w tym między innymi dziedziczny tytuł szlachecki, który uzyskał w roku 1873. W roku 1879 został rektorem uniwersytetu, członkiem Akademii Nauk i kawalerem orderu Pour le mérite.
Razem z Carlem Ludwigiem, Hermannem von Helmholtzem i Emilem du Bois-Reymondem był jednym z najbardziej zdecydowanych obrońców szkoły fizyki organicznej, która chciała uprawiać fizjologię wyłącznie na gruncie nauk ścisłych, dystansując się w stosunku do tak zwanej „fizjologii romantycznej” czy dawniejszych nurtów witalistycznych. W związku z tym często cytuje się wypowiedź Du Bois-Reymonda, który w liście do Eduarda Hallmanna napisał: „Brücke i ja zaprzysięgliśmy udowodnić prawdę, że w organizmie nie działają żadne inne siły, jak tylko fizyczno-chemiczne”.
Brücke był członkiem Wiedeńskiej Grupy Medycyny Klinicznej, w skład której wchodzili również: Karl von Rokitansky, Ferdinand von Hebra i anatom Josef Hyrtl.

## Wybrane prace
- Ueber die Bewegungen der Mimosa pudica. Archiv für Anatomie, Physiologie und wissenschaftliche Medicin s. 434-455, 1848
- Beiträge zur vergleichenden Anatomie und Physiologie des Gefässsystems. Denkschriften: Akademie der Wissenschaften Wien, Mathematisch-Naturwissenschaftliche Classe 3, s. 335-367, 1852
- Grundzüge der Physiologie und Systematik der Sprachlaute für Linguisten und Taubstummenlehrer. Wien: C. Gerold & Sohn, 1856
- Die Elementarorganismen. Sitzungsberichte der Mathematisch-Naturwissenschaftlichen Classe der Kaiserlichen Akademie der Wissenschaften 44, s. 381-406, 1861
- Die Physiologie der Farben für die Zwecke der Kunstgewerbe. Leipzig: S. Hirzel, 1866
- Die physiologischen Grundlagen der neuhochdeutschen Verskunst. Wien: C. Gerold & Sohn, 1871